# Sierra Cota-Yarde
Sierra Deolinda Cota-Yarde, född  7 juli 2003 i Toronto, är en portugisisk fotbollsmålvakt. 

## Karriär
Cota-Yarde gick på high school i Kanada och spelade då för Central Toronto Academy och senare Prairie View A&M University i Texas. Sedan dess har hon blivit uttagen till Portugals damlandslag i fotboll. Hon debuterade som förstamålvakt under en vänskapsmatch den 27 februari 2024 där Portugal besegrade Sydkorea med 5-1. Sedan 2022 spelar hon sin klubbfotboll i Arkansas Razorbacks i USA.